# Erysiphe astragali
Erysiphe astragali is een echte meeldauw die behoort tot de familie Erysiphaceae. Het komt voor op planten uit de familie Caryophyllaceae. Hij komt voor op planten uit het geslacht Hokjespeul (Astragalus).

## Kenmerken
Het mycelium komt voor aan beide kanten van het blad. Conidia zijn elliptisch, zonder fibrosine-lichaampjes en groeien alleenstaand. Cleistothecia hebben 5 tot 14 asci die elk 3 tot 5 sporen bevatten. 

## Waardplanten
- Astragalus albicaulis
- Astragalus arenarius
- Astragalus asper
- Astragalus cicer (Bergerwt)
- Astragalus cornutus
- Astragalus danicus
- Astragalus dasyanthus
- Astragalus depressus
- Astragalus exscapus subsp. pubiflorus
- Astragalus galegiformis
- Astragalus glycyphyllos (Hokjespeul)
- Astragalus hamosus
- Astragalus onobrychis
- Astragalus ovatus
- Astragalus puberulus
- Astragalus sempervirens
- Astragalus sempervirens subsp. nevadensis
- Astragalus varius

## Verspreiding
Erysiphe astragali komt voor in Europa, Azië (Rusland, Afghanistan, Pakistan, Japan, China, Kazachstan, Iran, Filepijnen, Turkije), Noord-Amerika (VS) en Afrika (Zimbabwe, Zuid-Afrika)